# Armenische Eishockeyliga 2008/09
Die Saison 2008/09 war die achte Spielzeit der armenischen Eishockeyliga, der höchsten armenischen Eishockeyspielklasse. Meister wurde zum insgesamt vierten Mal in der Vereinsgeschichte Urartu Jerewan.

## Modus
In der Hauptrunde absolvierte jede der fünf Mannschaften insgesamt 16 Spiele. Die beiden Erstplatzierten der Hauptrunde qualifizierten sich für das Meisterschaftsfinale. Für einen Sieg erhielt jede Mannschaft drei Punkte, bei einem Unentschieden gab es einen Punkt und bei einer Niederlage null Punkte.

## Tabelle
| Pl. | Verein             | Sp. | S  | U | N  | Tore    | Punkte |
| --- | ------------------ | --- | -- | - | -- | ------- | ------ |
| 1.  | Urartu Jerewan     | 16  | 14 | 0 | 2  | 104:270 | 42     |
| 2.  | HC Dinamo Jerewan  | 16  | 13 | 0 | 3  | 086:400 | 39     |
| 3.  | Schirak Gjumri     | 16  | 8  | 0 | 8  | 059:510 | 24     |
| 4.  | SKA Jerewan        | 16  | 5  | 0 | 11 | 037:630 | 15     |
| 5.  | Schengawit Jerewan | 16  | 0  | 0 | 16 | 013:118 | 0      |

Sp = Spiele, S = Siege, U = unentschieden, N = Niederlagen

## Finale
- Urartu Jerewan – HC Dinamo Jerewan 3:0 (5:3, 6:2, 4:3)